# ハコダテ観光ガイド イカール星人襲来中
『ハコダテ観光ガイド イカール星人襲来中！』（ハコダテかんこうガイド イカールせいじんしゅうらいちゅう！）とは、函館市の依頼を受けた株式会社シンプルウェイがプロデュースし、有限会社猫乃手堂が制作。2008年12月に第1話が公開された観光PR用WEBムービーである。
現在本篇6話と外伝「イカール星人外伝」6話がYouTube上に投稿されている他、2012年8月には、映像のスコープサイズのワイド画面への設計変更や、未公開・新作映像の追加などを行ったDVD『函館観光ガイド イカール星人襲来中！ 特別篇』が発売。また、初回生産版DVDには、同じイカ型の侵略者が登場する『侵略!?イカ娘』の応援メッセージシールが貼り付けされた。同月にはBSフジで再編集版の『イカール星人襲来!! ハコダテ大ピンチ』（全5話）が放送されている。翌2013年にはBlu-ray Discが発売されたが、これは本篇第6話を反映させた「Ver1.2」となっている。

## ストーリー
宇宙人とのファーストコンタクト、そして宇宙開港から150年が過ぎたハコダテ。たび重なる侵略と迎撃を繰り返し重ねてきたハコダテは、開港当初に締結されていた宇宙的不平等条約の改正にも成功し、侵略異星人、観光異星人、観光人間など誰にでも手厚く、時には厳しく迎え入れ、宇宙人100人へのアンケートで「もっとも侵略してみたい地球の都市」に選ばれるほどの宇宙観光都市へと変化を遂げていた。しかし、全国有数のイカの消費量を誇るハコダテに怒った「イカール星人」がハコダテ侵略を開始。対してハコダテ側も様々なメカニックを駆使してイカール星人を迎え撃つ。果たしてハコダテの運命は！？

## キャラクター・メカニック

### ハコダテ・自衛隊
タワーロボ
宇宙人からハコダテを守るために建造された全長107mの巨大変形ロボット。普段は五稜郭タワー状態で待機しており、戦闘時にロボット形態に変形する。本編に登場しているのは、謎の黒いロボットに襲われ破壊された初代「タワーロボ-ONE」に続く2代目。「稼動する遊覧タワー」であった初代とは異なり、純粋な戦闘兵器となっている。攻撃方法は肉弾戦のみであり、飛び道具の類は持たない。稼働コストが莫大であり、一回の出動で年間経費を超過してしまう事もしばしば。
空中城砦ゴリョウカク
五稜郭を改造して作られた万能城塞型戦艦。空中の他、宇宙空間でも活動可能であり、普段はホログラムで偽装された通常の五稜郭の地下に格納されている。宇宙人から提供された技術が使用されているらしく、宇宙開港時行われた異星人との密約が開発の発端となっているらしい。武装は艦首（？）ドリル型衝角とビーム砲。
巨大中空土偶
1975年、中空土偶「茅空」の発見と同時に恵山の火山性地殻変動によって姿を現した巨大土偶。体長約100m。内部の空洞には正体不明のエネルギー体が詰まっている。イカール星人の侵略と共に覚醒した。
IKABO-2号
後述するIKABOの復元経験を生かし、新たに建造されたイカ型ロボット。IKABOとは異なり飛行が可能。最初は無人だったが、現在は仮設コックピットが備えられている。普段は笹流ダムの湖底に建造された専用格納庫に格納されている。
星間連絡戦艦 摩周丸
現在は記念館となっている青函連絡船「摩周丸」を改造した宇宙戦艦。かつては星間航路を航行していた連絡戦艦だったが、1985年にワームホールを用いた超光速航法「星間トンネル航法」が実用化された事により退役した。対宇宙海賊を目的として武装が施されており、艦底部には「マブチ砲」としても使用可能な推進機関「マブチジェット」が、艦首には衝角が備えられている。
また、青森には準同型艦「八甲田丸」が展示保存されている。
SGS（スゴイ市役所）
イカール星人によって一度破壊された函館市役所が、再建改造されて蘇ったスーパー市役所。破壊された旧市役所と外観は同じだが、高い攻撃・防衛能力を持つ。旧市役所時代から「イカール星人の侵略活動断固阻止!」のスローガンが掲げられている。
大ハコダテ山要塞
かつてハコダテ防衛の為に大日本帝国陸軍によってハコダテ山に建造された要塞。山の内部に巨大砲弾「アイアンアロー」を発射可能な「2800mm宇宙榴弾砲」が格納されている。
ハマデ式対イカール星人用光線兵器
陸上自衛隊が保有する、イカール星人の肉体にのみ作用する光線兵器。東和技術研究所のハマデ博士によって開発された。4輪トレーラーの上に、はまで式全自動イカ釣り機のような形状の光線放射部が装備されている。1971年のイカール星人の第二次ハコダテ攻略作戦時に試作車両が出動し、イカール星人部隊を一網打尽にした。
F-15J イーグル・90式戦車
実在する兵器。F-15Jは航空自衛隊、90式戦車は陸上自衛隊に所属している物と思われる。IKABO迎撃に出動するも有効打は与えられず、一方的に撃破された。
61式戦車
実在する兵器。陸上自衛隊に所属しており、1971年にハマデ式対イカール星人用光線兵器と共に、イカール星人迎撃の為展開した。

### 宇宙人
イカール星人
イカばかり食べるハコダテ市民に怒りを覚え、ハコダテ侵略を開始したイカ型宇宙人。大きさは人間と同程度で、長距離の移動などには一人（一匹？）乗りの小型円盤を使用する。人類を上回る科学力を有しており、後述する「IKABO」や「スルメール級戦艦」等の侵略兵器を多数保有しているが、若干間の抜けた所もある。
第三次ハコダテ攻略作戦の指揮官は「イカール・コマン・ダール」という名前である。
IKABO
イカール星人が侵略に使用する全長170mのイカ型巨大ロボット。名前は「イカボー」と読む。1999年に大気圏外から横津岳山腹に落下し、市民団体に払い下げられた後に修復され、観光産業アイドルロボットとして使用されていたが、イカール星人の侵略開始に伴い、衛星軌道上からの誘導光線で再起動した。武装として触腕部分にビーム兵器を装備している。
スルメール級戦艦
イカール星人のスルメ型宇宙戦艦。多数が量産されており、イカール星人の艦隊の主力を担っている。
IKABON
イカール星人の量産型イカ型ロボット。軌道上に展開した大型の母艦から、多数がハコダテに降下した。
マグロン星人
宇宙海峡で暗躍するマグロ形宇宙人。沈着冷静な策士「ト・イ」と直情型の「オー・マ」の2人1組。イカール星人に共闘を申し入れたところで物語は終わっている（2015年7月現在）。